# Enteromonas hominis
Enteromonas hominis – gatunek wiciowca, występującego w dwóch formach:
- Trofozoit – długość 4–10 μm, szerokość 3–6 μm, owalny lub asymetrycznie jajowaty (tylny biegun charakterystycznie wydłużony). Okrągłe lub owalne, niewielkie jądro komórkowe zlokalizowane jest bliżej przedniego bieguna, kariosom znajduje się w jego centrum, zaś chromatyna skupiona jest w jednej dużej grudce. Jądro wraz z 4 kinetosomami (z których wychodzą 4 wici) tworzy kariomastigont. Trzy wici są wolne, natomiast czwarta (wić tylna lub sterowa) dochodzi aż do tylnego bieguna, gdzie łączy się z błoną komórkową.
- Cysta – długość 6–8 μm, szerokość 4–6 μm, owalna lub jajowata. Ma 2 lub 4 jądra komórkowe, rozlokowane symetrycznie na obu bieginach.

## Biologia
Jego wodniczki pokarmowe są przystosowane do trawienia m.in. bakterii.

## Ekologia
Gatunek kosmopolityczny. Występuje we wszystkich krajach świata.

## Chorobotwórczość
Jego postacią inwazyjną jest najczęściej cysta, choć czasami może być nią także trofozoit. Wrota zakażenia stanowi jama ustna. Pasożyt rozprzestrzenia się drogą pokarmową, chociaż możliwe jest również zarażenie od innej osoby zakażonej (np. zarażenie rodzinne). Jego chorobowość (prewalencja) jest najwyższa w klimacie tropikalnym i subtropikalnym, w Polsce wynosi ~1%. Występuje najczęściej u osób cierpiących na przewlekły nieżyt jelita grubego.
Cysty występują w świetle końcowego odcinka jelita cienkiego lub początku jelita grubego. Gatunek ten rozmnaża się bezpłciowo poprzez uwalnianie z cysty 2 lub 4 trofozoitów.